# The World of the Married
The World of the Married (부부의 세계, RR Bubuui Segye‚ deutsch Die Welt der Verheirateten) ist eine südkoreanische Fernsehserie mit Kim Hee-ae, Park Hae-joon und Han So-hee. Sie besteht aus 16 Episoden und wurde vom 27. März bis 16. Mai 2020 auf JTBC ausgestrahlt. Es basiert auf der britischen Fernsehserie Doctor Foster mit Suranne Jones in der Titelrolle.

## Handlung
Ji Sun-woo ist eine verehrte Hausärztin und stellvertretende Direktorin des Family Love Hospital. Sie ist mit Lee Tae-oh verheiratet, mit dem sie einen jugendlichen Sohn, Lee Joon-young, hat. Sun-woo scheint alles zu haben, von einer erfolgreichen Karriere bis zu einer glücklichen Familie, aber ohne ihr Wissen wird sie von ihrem Ehemann und ihren Freunden verraten.
In der Zwischenzeit träumt Tae-oh davon, ein berühmter Filmregisseur zu werden. Mit Unterstützung seiner Frau leitet er eine kleine Unterhaltungs- und Filmfirma. Obwohl er seine Frau liebt und sich um sie kümmert, befindet sich Tae-oh in einer gefährlichen Position mit einer außerehelichen Affäre.

## Besetzung
- Kim Hee-ae als Ji Sun-woo
  - Jung Ha-eun als Ji Sun-woo (Jugendalter)
- Park Hae-joon als Lee Tae-oh
- Han So-hee als Yeo Da-kyung
- Park Sun-young als Go Ye-rim
- Kim Young-min als Son Je-hyuk
- Chae Gook-hee als Sul Myung-sook
- Lee Geung-young als Yeo Byung-gyu
- Kim Sun-kyung als Uhm Hyo-jung
- Jeon Jin-seo als Lee Joon-young
- Shim Eun-woo als Min Hyun-seo

## Einschaltquoten
| Folge | Ausstrahlungsdatum | Einschaltquote | Einschaltquote |
| Folge | Ausstrahlungsdatum | AGB Nielsen    | AGB Nielsen    |
| Folge | Ausstrahlungsdatum | landesweit     | Seoul          |
| ----- | ------------------ | -------------- | -------------- |
| 1     | 27. März 2020      | 6,260 %        | 6,786 %        |
| 2     | 28. März 2020      | 9,979 %        | 11,023 %       |
| 3     | 3. April 2020      | 11,882 %       | 14,016 %       |
| 4     | 4. April 2020      | 13,979 %       | 15,794 %       |
| 5     | 10. April 2020     | 14,676 %       | 16,118 %       |
| 6     | 11. April 2020     | 18,816 %       | 21,390 %       |
| 7     | 17. April 2020     | 18,501 %       | 21,406 %       |
| 8     | 18. April 2020     | 20,061 %       | 22,276 %       |
| 9     | 24. April 2020     | 20,539 %       | 23,175 %       |
| 10    | 25. April 2020     | 22,913 %       | 25,878 %       |
| 11    | 1. Mai 2020        | 21,122 %       | 23,986 %       |
| 12    | 2. Mai 2020        | 24,332 %       | 26,747 %       |
| 13    | 8. Mai 2020        | 21,087 %       | 23,920 %       |
| 14    | 9. Mai 2020        | 24,307 %       | 26,841 %       |
| 15    | 15. Mai 2020       | 24,442 %       | 27,975 %       |
| 16    | 16. Mai 2020       | 28,371 %       | 31,669 %       |